# Pierre Parlebas
Pierre Parlebas (Paris, 19 de fevereiro de 1934) é um sociólogo, professor universitário e pesquisador francês, conhecido por ser o criador da Praxiologia Motriz, uma teoria que busca compreender a lógica interna das práticas corporais, jogos e esportes. Suas contribuições impactaram significativamente a Educação Física e a Ciência do Esporte, sendo reconhecido internacionalmente como um dos principais teóricos da motricidade humana.

## Biografia

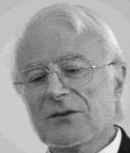
Pierre Parlebas

Parlebas formou-se na École Normale d'Auteuil e, entre 1955 e 1958, estudou na École Normale Supérieure d'Éducation Physique (ENSEP). Iniciou sua carreira como professor de Educação Física e atuou como pesquisador no Laboratório de Estudos do Comportamento Motor em Châtenay-Malabry. Posteriormente, graduou-se também em Lógica, Matemática e Linguística, obtendo o título de Doutor de Estado em Letras e Ciências Humanas. Lecionou nas universidades Sorbonne e Paris V, onde foi diretor da Unidade de Formação e Pesquisa em Ciências Sociais.
Em 2015, foi agraciado com o título de Professor Honoris Causa pela Universidade Estadual de Campinas (UNICAMP), durante o III Seminário Latino-americano de Praxiologia Motriz.

## Obras principais
Parlebas publicou mais de cinquenta artigos e é autor de livros fundamentais para os estudos sobre ação motriz. Entre suas obras mais importantes, destacam-se:
- Activités physiques et éducation motrice (1972)
- Lexique commenté en science de l’action motrice (1981)
- Éléments de sociologie du sport (1986)
- Jeux, sports et sociétés (1999)

## Pensamento e contribuições
Pierre Parlebas é o criador da Praxiologia Motriz, também chamada de Ciência da Ação Motriz. Essa teoria visa estudar a lógica interna das práticas corporais – como jogos, esportes, ginásticas e brincadeiras – a partir da análise de suas estruturas, regras e interações comunicativas.
Entre os conceitos-chave da teoria, destacam-se:
- Conduta motriz: ação significativa realizada em um universo de regras.
- Comunicação práxica: processo de envio e recepção de mensagens corporais entre jogadores.
- Gestemas e Praxemas: unidades mínimas e compostas de significação motora.
- Funções motrizes: papéis desempenhados nas práticas corporais.
- Universais dos jogos: categorias analíticas que permitem classificar e comparar diferentes práticas.

Parlebas também formulou críticas à fragmentação da Educação Física, que denominou como "educação física em migalhas". Sua proposta defende uma pedagogia das condutas motrizes, que considera as interações sociais, os objetivos do jogo e os significados das ações corporais.

## Legado
As ideias de Parlebas influenciaram currículos de Educação Física e práticas pedagógicas em vários países. No Brasil, suas teorias vêm sendo estudadas e aplicadas no ensino dos jogos esportivos coletivos, especialmente em propostas que visam à superação do ensino técnico-reprodutivo.